# Pieśń protestu
Pieśń protestu, także protest song (ang. protest song) lub piosenka protestacyjna – rodzaj piosenki z nurtu muzyki zaangażowanej, której wymowa jest manifestem skierowanym przeciw jakiemuś zjawisku społecznemu lub politycznemu, np. przeciw wojnie lub biedzie.
Protest song jest często rodzajem muzyki tworzonej spontanicznie przez ludzi, ale w ostatnich czasach wywodzi się ze wszystkich gatunków muzycznych, łącznie z punkiem i rapem. Piosenki takie stają się popularne szczególnie w czasach społecznych rozdźwięków i wśród zaniedbanych grup społecznych. Protestują one przeciwko niesprawiedliwości, dyskryminacji rasowej, wojnie, globalizacji, inflacji, nierównościom społecznym itp.
Definicje pieśni protestu skupiają się na ich treści. Przyjmuje się, że pieśni protestu wyrażają sprzeciw wobec autorytetów, a jeśli nie wyrażają go bezpośrednio, to przynajmniej oferują alternatywę wobec zastanej rzeczywistości. Najszersza definicja mówi, że jest to każda pieśń wykonywana przez protestujących, co pozwala zachować otwartość wobec nowych, innowacyjnych zdarzeń. Ta definicja uwzględnia także hymny o charakterze religijnym, których odśpiewanie przez protestujących ma na celu wesprzeć duchowo uczestników protestu.

## Charakterystyka
Charakterystykę pieśni protestu można opisać przez sposób ich powstawania. Wyróżniamy pieśni profesjonalne, których twórcami są artyści, oraz ludowe pieśni protestu, których powstanie ma charakter spontaniczny i nierzadko nie mają indywidualnego autora. Pieśni profesjonalne są łatwiej dystrybuowane ze względu na popularność wykonawcy, ale wymagają adaptacji do kultury protestu Proces ten polega na wypracowywaniu sposobów wprowadzania pieśni w sytuację protestu: przez odtwarzanie, odśpiewanie, nucenie lub hasłowe odniesienia do treści. Pieśni ludowe, jako spontaniczne, przechodzą proces udoskonalania lub pozostają jednorazowe.
Przykładem pierwszego typu jest w polskiej kulturze protestu pieśń „Mury” z tekstem Jacka Kaczmarskiego, która jest adaptacją antyfrankistowskiej pieśni protestu pt. „L’Estaca” z 1968 roku, której autorem był Lluís Llach. Przykładami ludowych i spontanicznych pieśni protestu są nauczycielskie pieśni strajkowych z kwietnia 2019 roku. Czasami ze względu na charakter zespołu muzycznego, poziom zaangażowania w protesty lub lokalną popularność artystów, trudno jest wskazać, z którym typem pieśni protestu mamy do czynienia. Tak jest w przypadku pieśni „Twoja władza” w wykonaniu Chóru Czarownic z Poznania, która stała się ważną pieśnią protestu podczas Czarnych Protestów z 2016 roku.
Schemat powstawania ludowych pieśni protestu polega na wprowadzeniu aktualnego lub w inny sposób doniosłego tekstu do powszechnie znanej lub popularnej melodii. Zapożyczona melodia może pochodzić z kolędy, jak w przypadku „Kolędy” dla Prezydenta Andrzeja Dudy w serwisie YouTube na melodię „Przybieżeli do Betlejem”. Jej wywrotowy charakter ujawniał się szczególnie w Gdańsku, gdy wykonana została w obecności przedstawicieli kościołaFilm w serwisie YouTube. Lub z piosenki, która w danym czasie jest rozpoznawana, czego przykładem, gdy do melodii „We Are the Champions” powstała pieśń Miłość nas łączy - Chór TAK w serwisie YouTube dla uczczenia Trójmiejskiego Marszu Równości, który wówczas, w 2020 roku, został odwołany ze względów epidemiologicznych. Melodia może pochodzić z poprzednich pieśni protestu, np. Tortury ciało w serwisie YouTube na bazie melodii „Bella ciao”.

## Repertuar kultury protestu
Niektóre gatunki muzyki, które miały silne kontrkulturowe początki i przez to są szczególnie zasobne w pieśni protestu. Przykładowo, punk rock wspierał ruchy antyautorytarne, hip-hop – antyrasistowskie, reggae – antykolonialne, a blues tradycyjnie opowiada o trudach pracy.
Zdarza się, że piosenki stają się częścią kultury protestu, mimo że nie stała za tym taka intencja ich twórców. Tak stało się m.in. z utworem „The Sound of Silence” zespołu Disturbed, który był odtwarzany publicznie dla upamiętnienia zamordowanego Prezydenta Gdańska Pawła Adamowicza.
Rozbudzona politycznie publiczność może wprowadzić zmiany w treści wykonywanych przez artystów utworów, odśpiewując podczas koncertów zmienioną ich treść. Takich niewielkich, ale wywrotowych zmian, polska publiczność w latach 80. XX wieku dokonywała w piosence „Chcemy być sobą” zespołu Perfect, śpiewając uparcie „Chcemy bić ZOMO” w miejsce tytułowej części refrenu.
Pamięć o dawnych pieśniach protestu bywa kultywowana lub przywoływana przez artystów. Przykładem takiego działania była działalność zespołu R.U.T.A. z płyty „Gore – Pieśni buntu i niedoli XVI–XX wieku”.

## Znaczenie pieśni protestu
Pieśni protestu są ważne dla ruchów społecznych, ponieważ wprowadzają do publicznego dyskursu elementy programu ruchów społecznych. Ron Eyerman i Andrew Jamison identyfikowali te elementy jako: nowatorskie ujęcie kwestii dobrego życia, informacje o technicznych umiejętnościach potrzebnych do włączenia się w ruch społeczny oraz organizacyjne wskazówki i instrukcje dla słuchaczy, dotyczące tego jak zawiązywać nowe typy relacji społecznych.
Komunikowanie się poprzez kulturę i sztukę jest istotne dla ruchów społecznych, bo jako luźno powiązane sieci oddziaływań, mają one na ogół ograniczony dostęp do mediów kontrolowanych przez władzę, której się sprzeciwiają. Pieśni protestu mają jednak szansę na oficjalną dystrybucję poprzez listy przebojów. O tym, jak ważne jest to zjawisko, świadczy zamieszanie wokół zwycięstwa utworu „Twój ból jest lepszy niż mój” na Liście Przebojów Trójki. Obecne w pieśniach protestu elementy programu ruchów społecznych pozostają splecione z muzyką, co zabezpiecza przekazywaną informację przed zniekształceniem przez dziennikarzy lub politycznych komentatorów. Badacze tematu wskazywali jednak, że zapowiedź pieśni protestu ma znaczenie i skuteczność oddziaływania przekazu zawartego w pieśniach protestu zwiększa się, gdy ich wysłuchanie poprzedzone jest wprowadzeniem tematu. Badacze ruchów społecznych rekomendują dodawanie wyjaśniającego wstępu do pieśni protestu.
Pieśni protestu pełnią także ważną funkcję podczas demonstracji ulicznych, ponieważ umożliwiają wyrażenie jedności grupy i wpływają na ich odbiór społeczny.
Repertuar pieśni protestu wskazuje na tradycje, z jakimi dany ruch społeczny chce być kojarzony. Od lat 2010. aktywiści w Polsce poświęcają dużo uwagi pieśniom protestu, specjalizując się w ich wykonywaniu podczas demonstracji ulicznych. Powstały Warszawski Chór Rewolucyjny „Warszawianka”, Krakowski Chór Rewolucyjny, Chór TAK Trójmiejskiej Akcji Kobiecej. Chóry występują na demonstracjach, odtwarzając zarówno pieśni historyczne, jak i proponując nowe. Krakowski Chór Rewolucyjny podczas obchodów rocznic rewolucji w Łodzi z 1905 roku, rekonstruował masowe śpiewanie „Warszawianki”: „Warszawianka 1905” - demonstracja w rocznicę Rewolucji 1905 roku w Łodzi” w serwisie YouTube oraz 111 rocznica Rewolucji 1905 roku w serwisie YouTube.
Pieśni protestu mają też znaczenie w edukacji. W uniwersytetach ludowych śpiewanie pieśni protestu pozostaje jedną z najważniejszych tradycji, a w niektórych jedyną, która łączy je z pierwotną ideą „szkoły dla życia” N.F.S. Grundtviga. Historycznie pierwsze uniwersytety ludowe powstawały na pograniczu duńsko-niemieckim, gdzie o przynależności państwowej ziem decydowano w referendach, dlatego budowanie duńskiej tożsamości narodowej było wtedy ważne. Wiele z gromadzonych w śpiewnikach pieśni utraciło z czasem swój pierwotny protestacyjny charakter i dzisiaj wyglądają jak pieśni religijne lub nacjonalistyczne. Podobny los spotkał polską pieśń „Boże, coś Polskę”. Wspólne śpiewanie w uniwersytetach ludowych poprzedza edukację i jest sprawdzonym narzędziem, które pozwala na zawiązywanie aktywizującej się wspólnoty ludzi, którzy wcześniej się nie znali. Wzorowany na duńskiej tradycji amerykański uniwersytet ludowy Highlander miał fundamentalne znaczenie dla powstania i upowszechnienia pieśni protestu w ruchu związkowym, spółdzielczym oraz w ruchu praw obywatelskich. Do dziś popularna pozostaje pieśń „We Shall Overcome”, która pochodzi stamtąd.
Współcześnie pieśni protestu pojawiają się jako pomoc dydaktyczna w kształceniu w obszarze edukacji globalnej, ponieważ jeśli zostaną zebrane tematycznie, to pozwalają na uzyskanie wglądu w różne aspekty wydarzeń historycznych. Pieśni protestu potrafią wyrażać refleksję uczestników ruchów społecznych, dokumentują ten namysł i nawet po czasie wzbudzają go w słuchaczach i wykonawcach pieśni.

## Historia
Pieśni protestu o charakterze ludowym pojawiają się w całej historii. Prostszą i dawniej znacznie powszechniejszą formą użycia piosenek podczas protestów było zagłuszanie, zwane „kocią muzyką”. W Stanach Zjednoczonych wydarzenia takie, jak rewolucja amerykańska, ruch abolicjonistyczny, ruch związkowy w XX wieku, czy wielki kryzys były źródłem tematów dla autorów protest songów i powodowały wzrost ich popularności. Swój rozkwit protest songi przeżywały podczas ery hipisowskiej (przełom lat 60. i 70. XX wieku). Większość miała charakter rockowy, a głównymi tematami były wojna wietnamska oraz destrukcyjny wpływ człowieka na środowisko i siebie samego.

## Wybrani autorzy
Forma protest songu, z akompaniamentem gitary akustycznej i harmonijki ustnej, została spopularyzowana w pierwszej połowie XX wieku przez Woody’ego Guthrie i Pete’a Seegera. Tradycja ta była kontynuowana przez Phila Ochsa, Boba Dylana, Billy’ego Bragga czy Davida Rovicsa. Protest songiem jest jeden z popularniejszych utworów grupy Pink Floyd, „Another Brick in the Wall”. Feministyczne protest songi tworzyły m.in.: Joan Baez, Alanis Morissette (You Oughta Know), PJ Harvey, Babes In Toyland i Patti Smith, która protestowała też przeciw izraelskiej agresji na Liban piosenkami „Qana” i „Without Chains”.
Pierwszą polską piosenką uznaną za protest song jest „Dziwny jest ten świat” Czesława Niemena. W Czechosłowacji za protest songi uważane były utwory Karela Kryla i Jaroslava Hutki.
W 2007 magazyn Spinner opublikował ranking 20 najważniejszych protest songów:
1. „What’s Going On” – Marvin Gaye (1971). Protest przeciw społecznej niesprawiedliwości[20]
2. „Fight the Power” – Public Enemy (1989). Przeciw rasizmowi
3. „Take This Job and Shove It” – Johnny Paycheck (1977). Przeciw szefom
4. „War” – Edwin Starr (1970). Przeciw wojnie w Wietnamie
5. „Strange Fruit” – Billie Holiday (1939). Przeciw linczom
6. „Boom!” – System of a Down (2002). Przeciw działaniom wojennym
7. „Say It Loud, I’m Black and I’m Proud” – James Brown (1968). Przeciw rasizmowi
8. „Maggie’s Farm” – Bob Dylan (1965). Przeciw kapitalizmowi, komunizmowi oraz przeciwko protest songom
9. „World Wide Suicide” – Pearl Jam (2006). Przeciw wojnie w Iraku
10. „Allentown” – Billy Joel (1982). Przeciw recesji
11. „F--- tha Police” – N.W.A (1988). Przeciw rasizmowi
12. „Little Boxes” – Malvina Reynolds (1962). Przeciw konformizmowi
13. „California Über Alles” – Dead Kennedys (1980). Przeciw liberalizmowi
14. „Clampdown” – The Clash (1979). Przeciw faszystowskiemu kapitalizmowi
15. „I Ain’t Marching Anymore” – Phil Ochs (1965). Przeciw wojnie
16. „Diamonds From Sierra Leone” – Kanye West (2005). Przeciw „krwawym diamentom”
17. „We’re Not Gonna Take It” – Twisted Sister. Przeciw autorytetom
18. „We Shall Be Free” – Garth Brooks (1992). Przeciw homofobii
19. „Minority” – Green Day (2000). Przeciw moralnej większości
20. „Get Up, Stand Up” – Bob Marley & The Wailers (1973)[20]. Przeciw odbieraniu ludziom ich praw
21. „Gimme Hope Jo’anna” – Eddy Grant (1988). Krytykująca apartheid.

## Przykłady z ruchów społecznych
W Stanach Zjednoczonych tradycja pieśni protestu jest bogata i udokumentowana. W ruchu robotniczym śpiewano m.in. „Which Side Are You On”. Pieśń tę w 1931 roku napisała Florence Reece pod wpływem represji jakich doświadczyła za działalność związkową jej męża. Pieśń ta doczekała się licznych wznowień i artystycznych interpretacji. Została też zachowana w oryginalnym wykonaniu autorki Which Side Are You On Florence Reece Original w serwisie YouTube.
W Hongkongu podczas protestów 2019-2020 roku, anonimowi twórcy stworzyli pieśń „May Glory Be to Hongkong” (chiń. 願榮光歸香港). Pieśń przenosiła znaczenie protestów na bardziej ogólny poziom sprzeciwu i dumy z miasta, tak że zaczęto mówić o niej jako nieoficjalnym hymnie Hongkongu.
W Izraelu w 2023 podczas protestów w obronie Sądu Najwyższego przed reformami proponowanymi przez prawicowy rząd, ikoniczną pieśnią protestów stał się utwór pod tytułem Nie mam innego kraju w serwisie YouTube. Pieśń „Nie mam innego kraju” (hebr. ‏אין לי ארץ אחרת‎) była już wcześniej powszechnie znana, bo popularność zdobyła w połowie lat 80. XX wieku. Nowy kontekst spowodował, że powróciła przywołując pamięć poprzednich momentów przełomowych w historii państwa.